# Yadu
Yadu (kinesiska: 雅都乡, 雅都) är en socken i Kina. Den ligger i provinsen Sichuan, i den sydvästra delen av landet, omkring 150 kilometer nordväst om provinshuvudstaden Chengdu. Antalet invånare är 3 545. Befolkningen består av 1 742 kvinnor och 1 803 män. Barn under 15 år utgör 21,0 %, vuxna 15-64 år 69 %, och äldre över 65 år 9,0 %.
Genomsnittlig årsnederbörd är 1 226 millimeter. Den regnigaste månaden är juli, med i genomsnitt 253 mm nederbörd, och den torraste är januari, med 11 mm nederbörd.